# Мгебров-Пирс-Арроу
«Мгебров-Пирс-Арроу» (В ряде источников — просто «Пирс-Арроу») — пулемётный бронеавтомобиль Российской империи, созданный на базе гоночного автомобиля американской фирмы «Pierce-Arrow». Проект бронировки разработан штабс-капитаном В. А. Мгебровым. Как и во всех броневиках Мгеброва, в проекте «Мгебров-Пирс-Арроу» активно использовалось расположение бронелистов под рациональными углами наклона, что повышало их пулестойкость. Единственный экземпляр бронеавтомобиля, построенный на Ижорском заводе в 1915 году, применялся русской армией в ходе Первой мировой войны.

## История создания
История бронеавтомобиля, известного, как «Мгебров-Пирс-Арроу», началась в конце 1914 года с решения известного русского автомобилиста и патриота В.И. Меркульева построить на базе нескольких своих автомобилей броневики и пожертвовать их Русской Императорской армии для создания на их базе разведывательного отряда. Конкретно, Меркульев жертвовал два гоночных автомобиля марки «Бенц» с двигателями мощностью 100 и 150 л.с. Интересно, что Меркульев принимал деятельное участие в процессе создания бронеавтомобилей, лично общался с конструкторами, и даже хотел служить на одном из своих броневиков добровольцем.
Первоначально проекты бронировки машин были разработаны другом и единомышленником Меркульева, отставным подполковником инженерных войск А.А. Чемерзиным в ноябре 1914 года, причём не только для Меркульевских «Бенцев», но и для выделенного правительством гоночного автомобиля «Пирс-Арроу» со 120-сильным двигателем, бронирование которого Меркульев также захотел финансировать. Однако проекты бронирования не являлись полноценными — по сути, защищались только жизненно важные элементы автомобилей, причём даже не бронёй, а стальными листами с прослойками из войлока, обшитыми с двух сторон холстом и крепившимися к каркасу ремнями; вооружение размещалось открыто и просто прикрывалось щитами; дошло даже до того, что перед боевыми действиями экипажу полагалось надевать «специальные панцири и броневые фуражки». Впрочем, как уже упоминалось выше, Чемерзин и Меркульев и не предполагали полноценного боевого применения своих машин, определив их целью разведку и рекогносцировку. Однако военные не разделили подобную идею, и проекты были «завёрнуты» военной приёмкой, а забронированные было машины отправлены в мастерские Военной школы в Петрограде с тем, чтобы сделать из них полноценные бронеавтомобили.
Проект бронировки машин разработал штабс-капитан В. А. Мгебров. Весной 1915 года он предложил Меркульеву, желавшему финансировать переделку броневиков, свои проекты бронеавтомобилей на базе его машин, из которых Мгебров предполагал сформировать полноценный автопулемётный взвод. Меркульев остался весьма доволен проектами. 6 февраля 1915 года он писал начальнику ГВТУ:

Имею честь доложить, что при переговорах с штабс-капитаном Мгебровым было предложено поставить на принадлежащем мне и жертвуемом мною в собственность Правительства без каких-либо вознаграждений автомобиле марки «Бенц» в 100 л.с. брони Ижорского завода в 7 мм, то есть абсолютно непробиваемой ни с какой дистанции ружейными пулями, стоимостью с установкой, запчастями и механизмами в 4000 рублей при приблизительном подсчёте веса брони в 1 тонну. 
На даденный Правительством автомобиль американской марки [Пирс-Арроу] в 100 сил я ставлю на тех же условиях такую же броню, как и на принадлежащих мне. 
<…> 
Как конструкцию бронировки, так и завод и мастерские, где они будут бронироваться, я позволю себе просить ГВТУ назначить по своему усмотрению.
В апреле 1915 года две машины Меркульева, правительственный «Пирс-Арроу», а также один Руссо-Балт тип Е и предназначавшийся к перебронировке итальянский броневик «Изотта-Фраскини» поступили в мастерские Военной школы. Причём, вместо 150-сильного «Бенца» Меркульев пожертвовал 1,5-тонный грузовик «Уайт», так как «Бенц» был признан непригодным для бронировки. Однако очень скоро стало ясно, что мощностей мастерских для постройки броневиков не хватит. В связи с этим было решено заказать постройку бронемашин Ижорскому заводу, о чём 8 июня 1915 года между заводом и ГВТУ был заключён соответствующий контракт. Правда, из-за загруженности завода и длительности подготовки рабочей документации работы по машинам были начаты только в сентябре 1915 года. Интересно, что именно бронеавтомобили, постройка которых финансировалась Меркульевым — «Бенц», «Уайт» и «Пирс-Арроу», — были готовы первыми. Уже 17 сентября 1915 года началось формирование 29-го АПВ, в распоряжение которого должны были поступить броневики, а к началу ноября были готовы и сами машины. 21 ноября 1915 года 29-й АПВ убыл в Тифлис, в распоряжение Кавказского фронта.

## Описание конструкции
О конструкции бронеавтомобиля «Мгебров-Пирс-Арроу» известно довольно мало, а в открытых источниках имеется одна-единственная фотография. В документации к своим бронеавтомобилям Чемерзин писал:

Машина 6-цилиндровая, в 120 сил, со стартёром. До брони вес около 85 пудов и скорость 130 вёрст в час…
По всей видимости, в проекте бронировки Мгебров также усиленно использовал свою идею размещения бронелистов под максимальными углами наклона. Кроме того, бронеавтомобиль получил характерную «мгебровскую» рубку-башню сложной конструкции с двумя 7,62-мм пулемётами «Максим» в спонсонах и командирской башенкой, установленную над цилиндрическим в плане боевым отделением. Как и во всех бронеавтомобилях Мгеброва, посадка и высадка экипажа осуществлялась через две двери, в правом борту корпуса и в корме.
Оригинальный 6-цилиндровый мотор «Pierce-Arrow» мощностью 120 л.с. остался без изменений, как и вся трансмиссия и ходовая часть машины в целом. Колёсная формула 4 × 2, с задним ведущим мостом. Подвеска — зависимая, на стальных рессорах, колёса на обоих мостах односкатные со стальными колпаками. Для освещения дороги в ночное время имелась фара-прожектор, расположенная на переднем броневом листе моторного отсека.
Экипаж составлял, по всей видимости, 4-5 человек.

## Служба и боевое применение
О боевом применении «Мгебров-Пирс-Арроу» известно немногое. Первую половину 1916 года броневик прослужил в составе 29-го АПВ на Кавказском фронте, после чего все машины взвода были возвращены в Петроград для планового ремонта. При этом бронеавтомобиль «Бенц», оказавшийся сильно перегруженным, было предложено переделать в бронедрезину. «Уайт» и «Пирс-Арроу» же были отремонтированы и вернулись на фронт. Весной 1917 года они в составе всё того же 29-го АПВ были переброшены на Юго-Западный фронт, где участвовали в летних боях. Далее следы «Пирса-Арроу» теряются.

## Оценка проекта
В целом, «Мгебров-Пирс-Арроу» можно считать достаточно удачной машиной. Характерная схема бронирования Мгеброва с широким использованием рационального наклона бронелистов была передовой для своего времени и позволила значительно облегчить конструкцию, не снижая при этом уровня защищённости машины. Бронировка отличалась продуманностью, наиболее важные части машины защищались тщательнее остальных. Вооружение броневика соответствовало основным пулемётным бронемашинам того времени, а оригинальная конструкция башни-рубки Мгеброва позволяла вести маневренный огонь. Важным достоинством было освобождение командира от функций стрелка и наличие в его распоряжении командирской башенки, обеспечивавшей весьма удовлетворительный обзор.
Определённым недостатком машины являлось использование шасси гоночного автомобиля, в принципе плохо приспособленного для несения брони. Это повлекло за собой общую перетяжелённость машины, хотя 120-сильный двигатель всё равно позволял добиться сравнительно неплохих динамических показателей.